# Germantown, Kentucky
Germantown är en ort i Bracken County, och Mason County i Kentucky, USA. År 2000 hade orten 190 invånare. Den har enligt United States Census Bureau en area på 0,7 km², allt är land.